# Killall
killall — UNIX‐утилита, посылающая сигнал всем процессам, которые были запущены указанной командой. Если имя сигнала не указано, посылается сигнал SIGTERM.
Сигналы могут указываться как по имени (например, -HUP), так и по номеру (например, -1). Сигнал 0 (проверить, существует ли процесс) может быть указан только номером.
Если имя команды содержит наклонную черту (/), то для завершения будут выбраны только те процессы, которые выполняют указанный файл, независимо от их имени.
killall завершается с ненулевым кодом возврата, если для любой из перечисленных команд не было завершено ни одного процесса. Если же для каждой команды был завершен хотя бы один процесс, killall возвращает ноль.
killall никогда не завершает свой собственный процесс (но может завершить другие процессы, запущенные командой killall).

## Параметры
-i
Спрашивать подтверждение на завершение процессов.
-l
Вывести имена всех известных сигналов.
-v
Сообщить, успешно ли был послан сигнал.
-V
Вывести информацию о версии.